# 朝倉隆太郎
朝倉 隆太郎（あさくら りゅうたろう、1921年8月7日 - 2001年10月21日）は、日本の地理学者・教育学者。

## 経歴
栃木県宇都宮市生まれ。1942年東京高等師範学校卒。1945年9月東京文理科大学地理学科卒、東京都立上野中学校(現東京都立上野高等学校)教諭。47年東京高等師範学校附属中学校(現筑波大学附属中学校・高等学校)教諭。51年東京教育大学助教授。56年文部省初等中等教育局長事務官、58年同教科調査官。1963年宇都宮大学学芸学部助教授、68年教養部助教授、70年教授、72年教育学部教授、74-78年宇都宮大学教育学部附属中学校校長、1979年筑波大学教授、85年定年退官、上越教育大学教授、87-89年上越教育大学附属中学校校長兼任、90年定年退官、名誉教授、豊田短期大学教授、94年学長。98年退任。2001年「中学校の校歌にうたわれている山地に関する地理教育学的研究」で筑波大学より学術博士の学位を取得。97年勲三等旭日中綬章受勲。

## 著書
- 『わが郷土 栃木県 社会科郷土シリーズ』清水書院 1949
- 『世界の自然と生活』向上社 中学の社会科学習叢書 1953
- 『要点研究人文地理』向上社 1955
- 『世界の風土』国民図書刊行会 新全科社会科教室 1960
- 『ひとりで学べる中学生の地理の先生』改訂版 昇竜堂出版 1963
- 『中学社会A級地理問題集』昇龍堂出版 1971
- 『指導のための統計の理解』中教出版 社会科における理論と実践シリーズ 1972
- 『社会科と私 筑波大・上越教育大における最終講義』中教出版 1991
- 『『地名表記の手引』の改訂について』教科書研究センター 教科書セミナー 1994
- 『山と校歌 中学校校歌にうたわれている山地』二宮書店 1999
- 『教職五十年』日本文教出版 2002

### 共編著
- 『新制中学社會科教材研究』班目文雄共著 和光商事 1947
- 『簡約地学』小倉義光共著 昇龍堂書店 1951
- 『たのしく学べる中学一年の社会科』木村茂夫共著 有精堂 1951
- 『研究と発表のための社会科 中学1年』徳山正人共著 杉山書店 社会科図解副教科書 1952
- 『人文地理問題新研究』編 向上社 受験問題選叢書 1954
- 『日本世界地名新辞典』原崎茂共編 杉山書店 1955
- 『必修人文地理』牧重孝共著 昇龍堂出版 1956
- 『学習基礎人文地理小事典』牧重孝共編 績文堂出版 1957
- 『道徳教育と社会科指導 道徳と社会科の関係をめぐって』内海巌,小林信郎共著 光風出版 新制道徳教育双書 1960
- 『野外観察の学習指導』松沢光雄共著 古今書院 1960
- 『基本学習 重要ノート問題解決 中学地理 1年』共著 昇龍堂出版 1966
- 『社会科教材研究の方法』栃木県教育研究所共編 明治図書出版 1967
- 『地理、その教育 指導の課題と成果』榊原康男,班目文雄共編著 葵書房 1967
- 『ハイブレーン地理B 入試新研究 問題の徹底的解法』編著 向上社 1967
- 『小学校社会科指導事典』大森照夫,小林信郎共編 第一法規出版 1971
- 『続・社会科教材研究の方法』栃木県教育研究所共著 明治図書出版 1972
- 『中学Aクラスの地理』共著 昇龍堂出版 1972
- 『中学校新指導要領の評価研究 社会科編 1 (地理的分野の評価事例)』編 明治図書出版 1972
- 『中学校社会科指導細案 地理的分野』編 明治図書出版 新学習指導要領細案化シリーズ 1974
- 『高校A級地理問題集』武井正明共著 昇龍堂出版 1975
- 『小・中・高校社会科教材の精選と系統化』平田嘉三,梶哲夫共編 明治図書出版 社会科教育全書 1975
- 『社会科学習能力の発達と育成』栃木県教育研究所共著 明治図書出版 社会科教育全書 1976
- 『新しい小学校社会科の展開 改訂学習指導要領の研究』里野清一共編著 中教出版 1977
- 『詳解地理A・B 記述・論述式問題の解き方』武井正明共著 昇龍堂出版 1978
- 『新社会科指導法事典』編 明治図書出版 1979
- 『地域に学ぶ社会科教育』編著 東洋館出版社 1989

記念論集
- 『社会科教育と地域学習の構想』朝倉隆太郎先生退官記念会論文集編集委員会編 明治図書出版 1985

## 論文
- 朝倉隆太郎